# 朽網鎮則
朽網 鎮則（くたみ しげのり）は、戦国時代から安土桃山時代にかけての武将。大友氏の家臣。大友義鎮（宗麟）より偏諱を賜り鎮則を名乗る。

## 生涯
天正6年（1578年）、大友氏の日向国攻めに参陣せず、父・宗暦と肥後国に駐留。天正14年（1586年）末、島津氏の豊後国侵攻（豊薩合戦）に際しては、当初は三船城で戦うが、抗戦しきれずと判断し密かに居城山野城へ撤収。そこで篭城したものの、父の死もあって将兵の士気は低下、翌15年（1587年）1月、開城し島津軍と和睦した。その後河内山へ移って父の骸を岳麓寺に葬っている。同年秋に豊臣秀吉の九州平定が始まった際、大友義統は島津に降った者を許さず討伐を決定した。対象の一人となった鎮則は、岳麓寺住職の進言で佐賀関経由で上方へ逃れようとするも、途中の大分市乙津で徳丸筑前守の追手に包囲され、切腹入水した。子の統直は国東郡都甲で討死、他の一族は肥後方面へ脱出したという。